# West Rainton and Leamside
West Rainton and Leamside är en civil parish i Storbritannien. Den ligger i grevskapet Durham och riksdelen England, i den centrala delen av landet, 400 km norr om huvudstaden London.